# Böcklweiher
Der Böcklweiher ist ein ca. 1,3 ha großer dystropher Weiher mit einer Wassertiefe von maximal 2,5 Meter, zu dem noch ein etwa 70 Meter von seinem Westufer entfernt liegender, mit 0,22 ha deutlich kleinerer Oberer Böcklweiher gehört. Die beiden Weiher liegen innerhalb der Bischofswiesener Gnotschaft Strub im oberbayerischen Landkreis Berchtesgadener Land. Bekannt ist der Böcklweiher u. a. für seine Spiegelung des Watzmanns.
Die dem Weiher benachbarte Siedlung Böcklweiher liegt ebenfalls innerhalb von Strub und umfasst u. a. durch den VdK errichtete Geschosswohnungsbauten.

## Weiher

### Lage
Der Böcklweiher liegt auf einer Höhe von 608 m ü. NHN und wird zur Bischofswieser Ache hin entwässert, unter anderen durch den Böcklmühlgraben. Ein weit kleinerer, Oberer Böcklweiher liegt nur weniger als 100 Meter Luftlinie westlich vom Böcklweiher entfernt.
Südlich beider Weiher liegt ein Hochmoor, das „Böcklmoos“, in dem sich der einzige Latschenbestand in Tallage verbreitet und das auch sonst über eine „sehenswerte“ Fauna und Flora verfügt. Es gehört zum mehrteiligen FFH-Gebiet Moore und Extensivwiesen bei Berchtesgaden, das sich über mehrere Gemeinden des Berchtesgadener Landes erstreckt.

### Geschichte/Nutzung
Am Böcklweiher gab es eine vom Klosterstift Berchtesgaden als Mautmühle betriebene „Böcklmühle“ (früher auch „Pöklmühle“ oder „pröpstliche Mühle“ genannt), die 1452 zu den Bedingungen des Landbriefs samt der Schwarzbachalm als zugehöriger Grundbesitz vom Klosterstift verkauft wurde.
Als 1634 in München, Salzburg und Hallein die Pest wütete, sollte am Böcklweiher vorsorglich ein Pestkrankenhaus errichtet werden. Im November 1634 bekam dann auch ein Zimmermeister von der Fürstpropstei Berchtesgaden den Auftrag, am Böcklweiher Holz dafür zu fällen – allerdings ist nicht bekannt, ob dieses Pestkrankenhaus je erbaut wurde.
Vor 1929 wurde am Böcklweiher auch eine Badeanstalt betrieben.
Am 15. Juli 1958 stürzte ein Transportflugzeug der Luftwaffe vom Typ Nord 2501D Noratlas der Flugzeugführerschule „S“ aus Memmingen gegen 14.15 Uhr am Böcklweiher ab. Bei dem Absturz kam die sechsköpfige Besatzung ums Leben. Am Moorlehrpfad Böcklmoos erinnert ein Mahnmal an die Katastrophe.

## Siedlung

### Geschichte
In dem vermutlich bereits ab Ende des 14. Jahrhunderts ausgewiesenen 3. Gnotschaftsbezirk Strub der Urgnotschaft Bischofswiesen, die 1812 zur Gemeinde Bischofswiesen wurde, waren 1698 u. a. auch anderthalb Höfe namens Böckl und Böcklweiher (Weihererlehen) aufgeführt.
Den Grundstein für die Siedlung am Böcklweiher legten 48 Wohneinheiten, die im Rahmen des 1955 beschlossenen Programm zur Auflösung des Lagers im nahegelegenen Gemeindeteil Winkl errichtet und 1958 bezogen wurden.

### Baudenkmäler
Siehe auch Liste der Baudenkmäler in Bischofswiesen #Strub
- Böcklmühlkapelle: Hofkapelle in der Böcklweiherstraße 15, ein kleiner, ausgestatteter Massivbau mit dreiseitigem Schluss, Krüppelwalmdach, Putzgliederung und Dachreiter, 1912 erbaut.

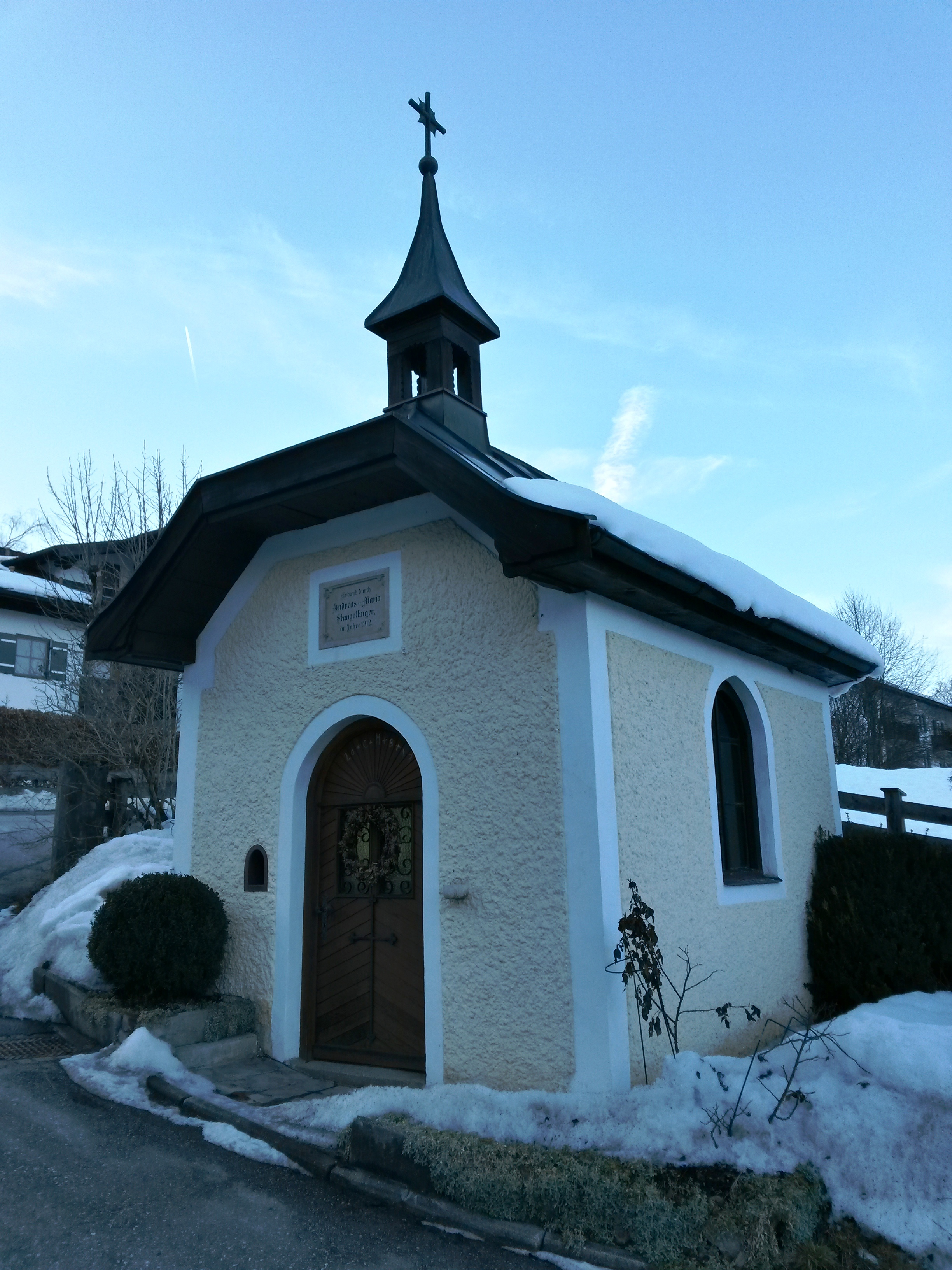
Hofkapelle (Böcklmühlkapelle)

- Wohnteil des Böckllehens eines ehemaligen Einödhofes; zweigeschossiger mit Flachsatteldach, Obergeschoss in Blockbau verputzt aus dem 17./18. Jahrhundert, Umbau bezeichnet „1845“.